# Maria Dinulescu
Maria Dinulescu (* 2. Mai 1981 in Ploiești) ist eine rumänische Schauspielerin.

## Leben
Maria Dinulescu studierte an der Fakultät für Schauspiel, Theater und Film der Nationaluniversität der Theater- und Filmkunst „Ion Luca Caragiale“ und schloss das Studium im Jahr 2003 ab. International bekannt wurde sie bereits ein Jahr später, als Trafic, in dem sie die Hauptrolle spielte, mit der Goldenen Palme für den besten Kurzfilm auf den Internationalen Filmfestspielen von Cannes 2004 ausgezeichnet wurde. Auch in California Dreamin’, der in Cannes 2007 den Wettbewerb Un Certain Regard gewann, spielte sie die weibliche Hauptrolle. Für ihre Rolle in Picknick – Pescuit sportiv (Alternativtitel: Hooked) wurde sie 2008 mehrfach preisgekrönt.
Im 2009 erschienenen Musikvideo zu Peace von Depeche Mode war sie die Protagonistin.
Maria Dinulescu hat einen Masterabschluss in japanischer Kultur und Theater.

## Auszeichnungen
- 2002: CineMAiubit für 17 minute întârziere[4]
- 2007: Arte Mare Festival du Film Méditerranée de Bastia für California Dreaming[5]
- 2008: Batumi International Art-House Film Festival für California Dreaming[6]
- 2008: Internationales Filmfestival Thessaloniki für Picknick – Pescuit sportiv[7]
- 2009: Best Film Fest für Picknick – Pescuit sportiv[8][9]
- 2009: Buenos Aires Festival Internacional de Cineindependiente (BAFICI) für Picknick – Pescuit sportiv[10]
- 2014: The LA Indie Film Festival für Stepping Out[1]

## Filmografie (Auswahl)

### Kino
- 2002: Bucuresti-Wien, 8-15 (Kurzfilm)
- 2002: 17 minute întârziere (Kurzfilm)
- 2003: Poveste la scara 'C' (Kurzfilm)
- 2003: Green Oaks (Kurzfilm)
- 2003: Trafic (Kurzfilm)
- 2004: Milionari de weekend
- 2004: Camera ascunsa
- 2005: Return of the Living Dead V: Rave to the Grave
- 2007: Blood and Chocolate
- 2007: California Dreamin’
- 2008: Dincolo de America
- 2008: Picknick – Pescuit sportiv
- 2009: Das Konzert
- 2010: Doina (Kurzfilm)
- 2013: The Ridicule (Kurzfilm)
- 2013: Stepping Out (Kurzfilm)
- 2016: Dublu
- 2016: Selfie 69
- 2017: Far from Here
- 2017: The Dot Man

### Fernsehproduktionen
- 2005: Enneagram
- 2010: În derivă (Staffel 1)